# Daniel Leb Sasaki
Daniel Leb Sasaki (Salvador, Brasil, 8 de julho de 1982) é um jornalista, escritor e roteirista brasileiro.

## Carreira
Daniel Leb Sasaki é autor do livro "Pouso forçado: a história por trás da destruição da Panair do Brasil pelo regime militar", publicado pela Editora Record e finalista do Prêmio Jabuti de 2006, na categoria Melhor Reportagem. Em 2024, o jornal Folha de S. Paulo noticiou que a obra está sendo adaptada para um filme, com colaboração do próprio escritor.. A produtora OH Features, de Steven Phil e Tamires Serket, desenvolve o projeto, com o produtor associado Ricardo Severo.
No mercado audiovisual, Leb Sasaki escreveu com o diretor Marco Alberg, o roteiro de "Panair do Brasil", documentário lançado em 2007 e que foi indicado ao “Grande Prêmio Vivo do Cinema Brasileiro” na categoria “Melhor Documentário de Longa-Metragem”.
Também realizou os trabalhos de pesquisa, entrevistas e roteiro de "Mário Wallace Simonsen, entre a memória e a história", filme não-ficcional de Ricardo Pinto e Silva, exibido no Festival do Rio e no 14º Festival Internacional de Filmes de Arquivo (REcine), ambos de 2015.

## Outros trabalhos
Daniel Leb Sasaki foi repórter das editorias de Negócios, Finanças e Economia da IstoÉ e IstoÉ Dinheiro, EXAME, Época Negócios, Pequenas Empresas & Grandes Negócios e Folha.com. Também foi responsável pelas relações com a imprensa nas companhias aéreas Gol/Varig, Avianca e United Airlines, nesta, no Brasil.